# Arno Brandlhuber
Arno Brandlhuber (* 15. Mai 1964 in Wasserlos) ist ein deutscher Architekt, Stadtplaner und Universitätsprofessor.

## Werdegang
Brandlhuber studierte Architektur und Stadtplanung an der Technischen Hochschule Darmstadt und der Accademia di Belle Arti in Florenz. Danach arbeitete er  in Projekten mit Günter Zamp Kelp und Julius Krauss, gefolgt von einer langjährigen Partnerschaft mit Bernd Kniess und offenen, wechselnden Projektpartnerschaften. Im Jahr 2006 gründete er das Büro Brandlhuber+ in Berlin-Mitte, welches sich als kollaborative Praxis versteht, die die Nähe zu den unterschiedlichsten Disziplinen sucht. 2007 festigte die Gründung von Brandlhuber+ Emde, Burlon die Zusammenarbeit mit Markus Emde und Thomas Burlon.
Von 2003 bis 2017 hatte Arno Brandlhuber den Lehrstuhl für Architektur- und Stadtforschung an der Akademie der Bildenden Künste Nürnberg inne, seit 2017 lehrt und forscht er am Departement Architektur der ETH Zürich, auch im Bereich neuer Medien und Technologien hinsichtlich zukünftiger Architekturen.

## Themen
Durch alle Projekte Brandlhubers zieht sich das Thema der Legislative, die er sich als treibende Kraft seiner Entwürfe zu eigen macht und im Rahmen von Publikationen, Ausstellungen und Filmen auch auf einer architekturtheoretischen Ebene zur Diskussion stellt. So widmete er sich ab den 2010er Jahren dem Thema Stadt, genauer  einem 1977 entstandenen Stadtmodell, genannt Das grüne Archipel – Die Stadt in der Stadt. Der Fokus hierbei liegt auf der Erhaltung der Heterogenität und dem kostengünstigen Bauen mit möglichst geringen Mieten für die Nutzer. Die Ergebnisse waren in drei Ausstellungen ab September 2012 zu sehen. Insbesondere mit der Ausstellung The Dialogic City: Berlin wird Berlin 2015  und dem gleichnamigen Buch  (2015) nahm Brandlhuber dabei auch aktiv am Diskurs zu Stadt- und Raumpolitik teil und äußert sich bis heute immer wieder politisch zu Architektur und Stadtplanung in Berlin.
2016 wurde Brandlhuber eingeladen, einen Beitrag für den Central Pavilion der Architekturbiennale Venedig  beizusteuern. Dieser umfasste unter anderem den Film Legislating Architecture,  der ebenso wie die folgenden Produktionen The Property Drama (2017) und Architecting after Politics (2018) in Kooperation mit dem Künstler und Filmregisseur Christopher Roth sowie dem Architekten Olaf Grawert entstand und Themen der zeitgenössischen Architektur und Stadtplanung sowie die Idee von Architektur als gesellschaftliches Feld abbildet. Gemeinsam mit Olaf Grawert, Nikolaus Hirsch und Christopher Roth kuratierte er den deutschen Pavillon der 17. Architekturbiennale 2021 in Venedig.

## Projekte (Auswahl)
Viele nach Plänen von Brandlhuber errichtete Bauten werden von Architekturkritikern dem Stil des Brutalismus zugeordnet, der seit dem beginnenden 21. Jahrhundert eine Wiedergeburt erlebt.
- 1994–1996: Zamp Kelp und Julius Krauss, Arno Brandlhuber: Neanderthal Museum, Neanderthal
- 1997–2000: b&k+; Arno Brandlhuber & Bernd Kniess:
  - <2,56m, Eigelstein 115, Köln, 1997.[12]
  - Am Kölner Brett 2, Köln, 2000.
  - Geisselstraße 55, Köln, 2000.
  - Stavenhof 20, Köln, 2000.[13]
- 2003: b&k+; Arno Brandlhuber & Markus Emde, Björn Martenson, Martin Kraushaar: Dönges I, Köln
- 2004: Flensburger Stadtdenker
- 2004: b&k+; Arno Brandlhuber & Markus Emde, Martin Kraushaar + Jochen Lambmann: Wentzsche, Köln
- 2006: b&k+; Arno Brandlhuber & Markus Emde, Björn Martenson, Martin Kraushaar + Asterios Agkathidis: Deutsches Zentrum für Luft- und Raumfahrt, Laborgebäude, Stuttgart
- 2006: b&k+; Arno Brandlhuber & Asterios Agkathidis, Markus Emde, Martin Kraushaar + Dorte Mandrup Arkitekter: Crystal, Kopenhagen
- 2010: Brandlhuber+ ERA, Emde, Schneider: Brunnenstraße 9, Berlin[14]
- 2012: Brandlhuber+ Emde, Schneider: Antivilla, Potsdam-Krampnitz
- 2014: Brandlhuber+ Emde, Burlon / Riegler Riewe: St. Agnes, Berlin
- 2015: Brandlhuber+ Emde, Jürgens, Burlon / Martín Ferrari: VRM Rocha, Uruguay
- 2016: Brandlhuber+ Muck Petzet: 2 Bauteile (Joux, Laika) im Standquartier Am Tacheles[15]
- 2018: Brandlhuber+ Emde, Burlon / Muck Petzet: Lobe Block, Berlin-Gesundbrunnen[16]
- 2020: Brandlhuber+ Manfred Pernice: Ninikowo, Polen
- 2012-: Brandlhuber+ Georg Diez, Nikolai von Rosen, Christopher Roth: San Gimignano Lichtenberg, Berlin-Lichtenberg
- 2021–: Brandlhuber+ Muck Petzet: Sanierung und Umbau der ehemaligen Aktien-Brauerei-Gesellschaft Friedrichshöhe, Berlin-Friedrichshain

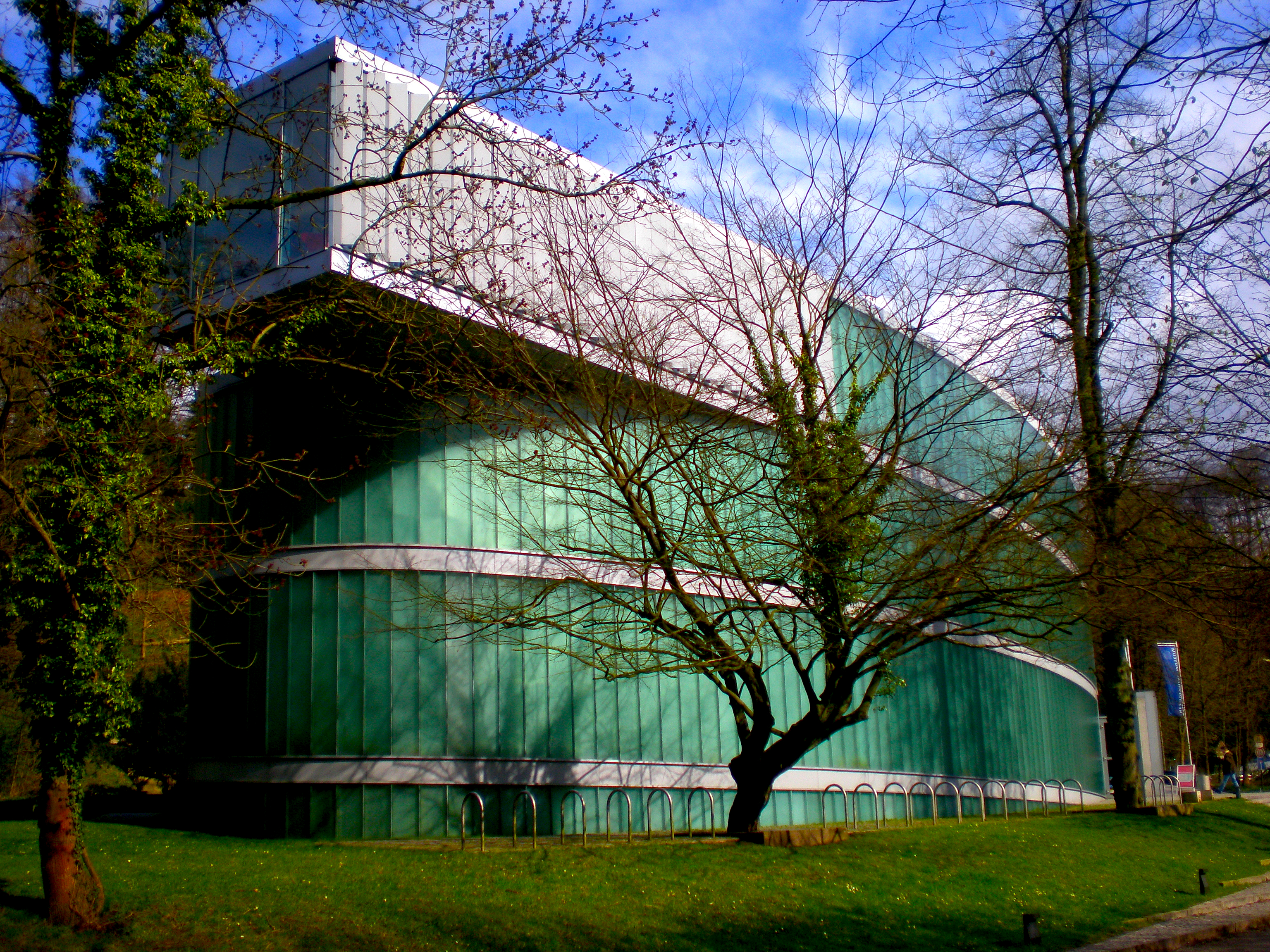
Neanderthal-Museum Mettmann
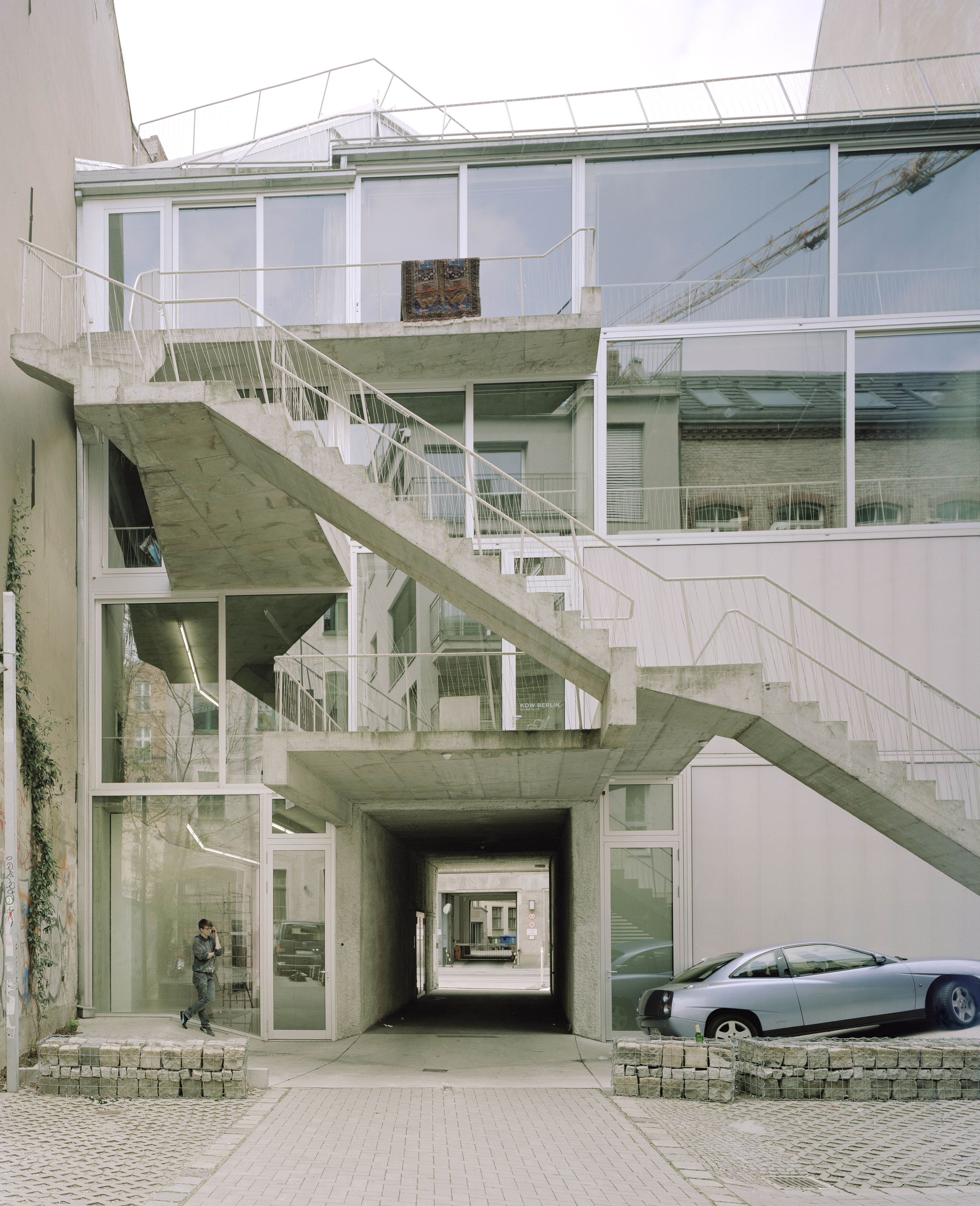
Brunnenstr. Berlin
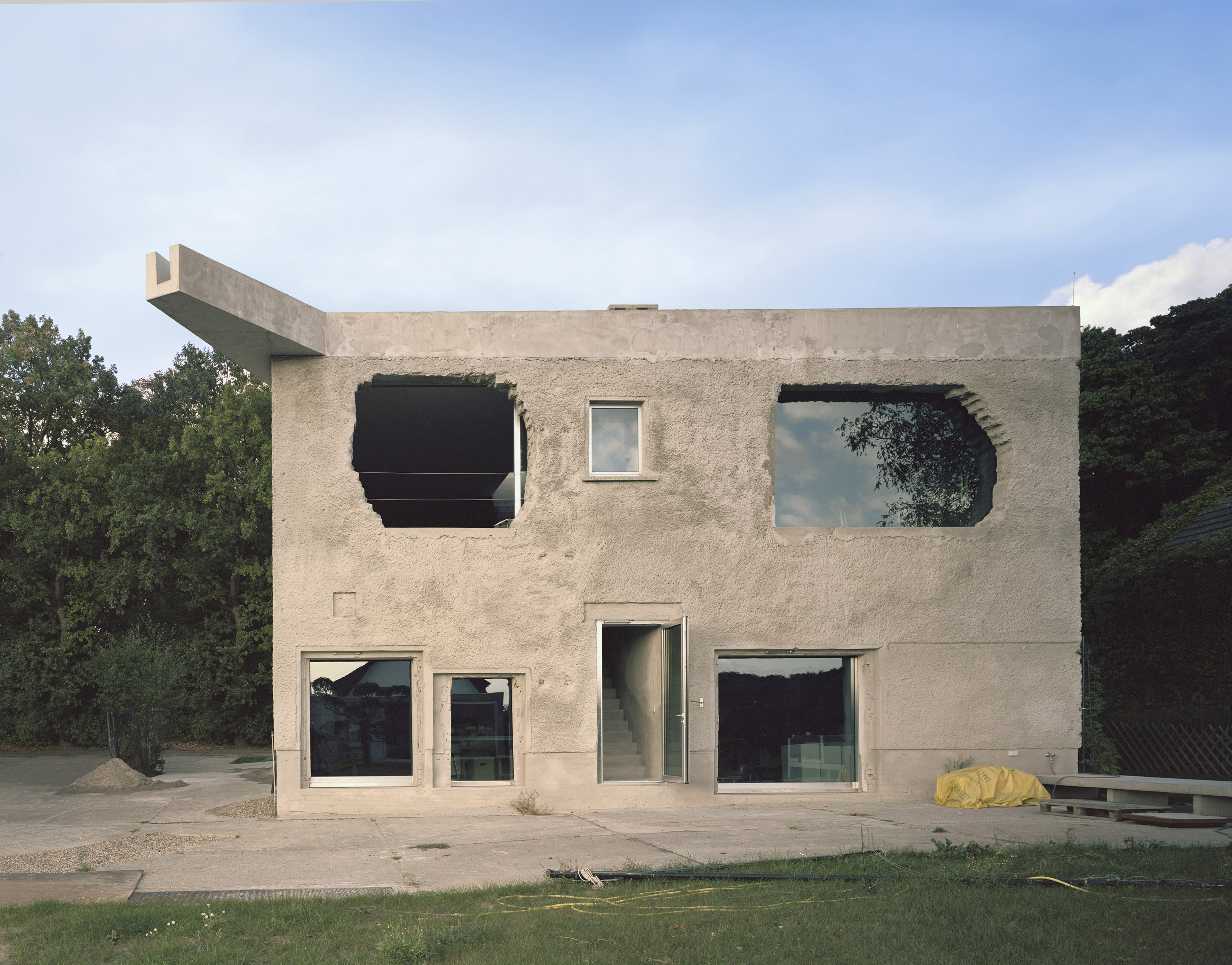
Antivilla Potsdam-Krampnitz
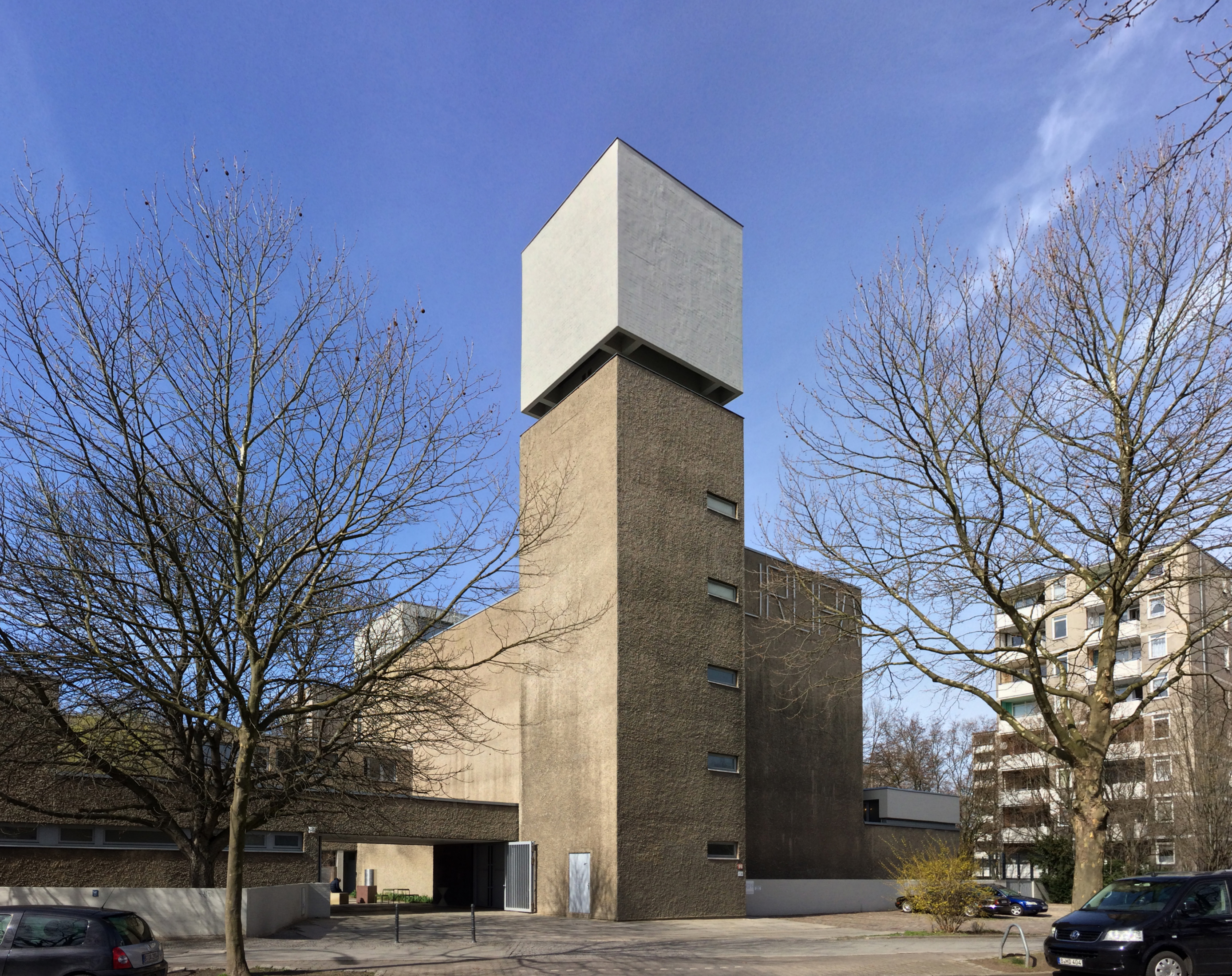
St. Agnes Berlin
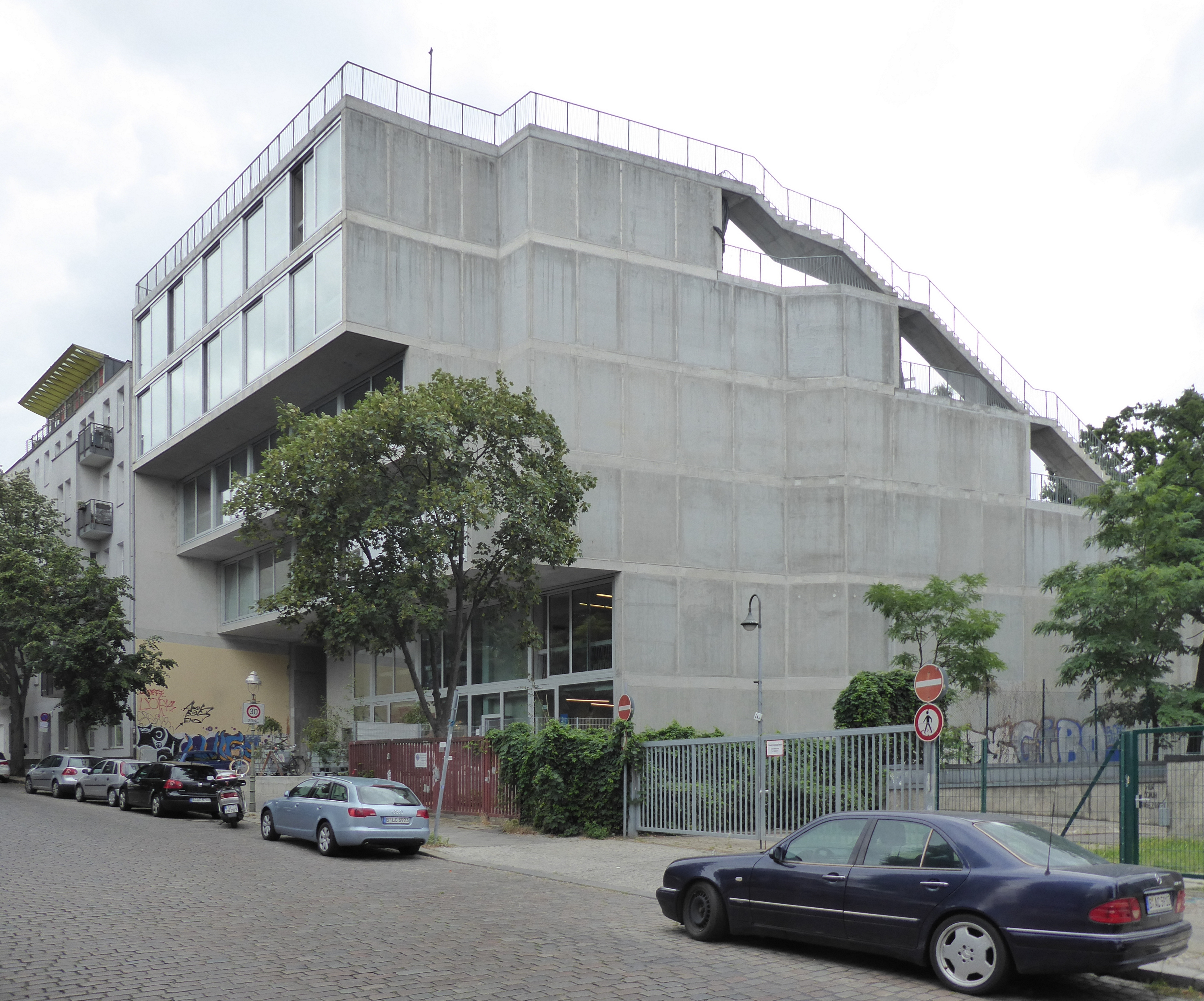
Lobe Block Berlin-Gesundbrunnen

## Auszeichnungen (Auswahl)
- 1997: Architekturpreis Beton (Neanderthal)
- 1997: BDA Auszeichnung (Neanderthal)
- 1998: Förderpreis des Landes Nordrhein-Westfalen
- 1998: Architekturpreis für vorbildliche Gewerbebauten (<2,56m)
- 1998: Architekturpreis Nordrhein-Westfalen (Neanderthal)
- 2000: Kölner Architekturpreis (<2,56m)
- 2000: Kölner Architekturpreis (Kölner Brett)
- 2000: Kölner Architekturpreis (Geisselstraße)
- 2000: Auszeichnung – Gestaltungspreis der Wüstenrot Stiftung (Kölner Brett)
- 2000: Prix Rhenan, Auszeichnung (Geisselstraße)
- 2000: Architekturpreis Zukunft Wohnen (Kölner Brett)
- 2000: Architekturpreis Zukunft Wohnen, Auszeichnung (Geisselstraße)
- 2001: Deutscher Architekturpreis, Anerkennung (Geisselstraße)
- 2001: Architekturpreis Nordrhein-Westfalen (Geisselstraße)
- 2001: Bauwelt Preis für Haus Romalgartz
- 2001: Coredesignpreis Schweden (<2,56m)
- 2002: Deutscher Bauherrenpreis (BDA/DST/GdW) (Stavenhof)
- 2002: Belmont Preis
- 2003: Kölner Architekturpreis (Stavenhof)
- 2004: Preis des Deutschen Stahlbaues (Dönges I)
- 2005: Auszeichnung vorbildlicher Bauten des Landes NRW (Dönges I)
- 2006: Baulückenpreis der AKNW (Stavenhof)
- 2006: Kölner Architekturpreis, Anerkennung (standard+)
- 2006: Architekturpreis für vorbildliche Gewerbebauten, Hypo Real Estate Stiftung München (standard+)[20]
- 2007: Architekturpreis der Stadt Kopenhagen (Crystal)
- 2010: Architekturpreis Farbe-Struktur-Oberfläche (Brunnenstraße)
- 2011: Deutscher Bauherrenpreis (Brunnenstraße)
- 2011: Anerkennung Deutscher Architekturpreis (Brunnenstraße)
- 2012: BDA-Preis Berlin (Brunnenstraße)
- 2015: Deutscher Architekturpreis, Anerkennung (Antivilla)
- 2015: Brandenburgischer Baukulturpreis, Sonderpreis (Antivilla)
- 2015: Deutscher Bauherrenpreis, Besondere Anerkennung Modernisierung (Antivilla)
- 2016: Architekturpreis Berlin (St. Agnes)[21]
- 2017: Architekturpreis Beton (Antivilla / St. Agnes)
- 2018: BDA-Preis Berlin (St. Agnes)
- 2019: Architektur in Deutschland 2019 – Staatspreis (Terrassenhaus Berlin / Lobe Block)
- 2019: Ehrenmitgliedschaft Deutscher Designer Club
- 2020: Architekturpreis Berlin (Terrassenhaus Berlin / Lobe Block)
- 2020: Architekturpreis Beton (Terrassenhaus Berlin / Lobe Block)
- 2021: Sonderpreis BDA-Preis Berlin (Terrassenhaus Berlin / Lobe Block)

## Ausstellungen (Auswahl)
- 1998 Neanderthal Museum, Architekturforum Aedes, Berlin
- 1999 in vitro landscape, Weißenhofgalerie, Stuttgart
- 2000 heilige-drei-koenige.de, Museum für Angewandte Kunst, Köln
- 2001 ArchiLab 3, Orléans, Frankreich
- 2002 ArchiLab 4, Orlèans, Frankreich
- 2002 New Trends of Architecture in Europe and Japan, Hillside Terrace, Tokyo, Japan
- 2002 Neue Deutsche Architektur – eine reflexive Moderne, Martin Gropius Bau, Berlin
- 2003 bühne 3, Kunstverein, Hamburg
- 2004 26a Bienal de São Paulo, Beitrag zum deutschen Pavillon mit Thomas Demand, São Paulo, Brasilien
- 2004 Deutschlandschaft, Beitrag der Bundesrepublik Deutschland zur 9. Architekturbiennale Venedig
- 2005 b&k+ architecten, deSingel, Antwerpen, Belgien
- 2005 Art and Architecture in Collaboration, Box 2.0, Kopenhagen, Dänemark
- 2006 ConvertibleCity, Beitrag der Bundesrepublik Deutschland zur 10. Architekturbiennale Venedig
- 2008 Updating Germany, Beitrag der Bundesrepublik Deutschland zur 11. Architekturbiennale Venedig
- 2010 Realstadt, Bundesministerium für Verkehr, Bau und Stadtentwicklung
- 2011 Die 23 besten Bauten in/aus Deutschland, Deutsches Architekturmuseum Frankfurt
- 2011 Expedaction, 032c Workshop
- 2011 Baukultur Made In Germany, Beitrag der Bundesrepublik Deutschland zur 9. Architekturbiennale in São Paulo, 2011
- 2012 Between Walls and Windows – Architektur und Ideologie, Haus der Kulturen der Welt
- 2012 Im Archipel, Einzelausstellung, Galerie KOW Berlin
- 2012 Archipel, Einzelausstellung, Neuer Berliner Kunstverein
- 2012 Believers, Galerie KOW Berlin
- 2012 Neue Bescheidenheit – Architektur in Zeiten der Verknappung, Bielefelder Kunstverein; Deutsches Architektur Zentrum Berlin
- 2013 12. Triennale Kleinplastik Fellbach (Ausstellungsbeitrag und Ausstellungsarchitektur gemeinsam mit Manfred Pernice)
- 2014 This Is Modern: Deutsche Werkbundausstellung, Palazzo Ca´Tron Venedig
- 2015 The Dialogic City – Berlin wird Berlin, Berlinische Galerie
- 2016 Legislating Architecture, Beitrag von Arno Brandlhuber & Christopher Roth zur 15. Architekturbiennale Venedig
- 2016 Legislating Architecture Schweiz, gta exhibitions
- 2017 The Property Drama, Beitrag von Arno Brandlhuber & Christopher Roth zur 3. Chicago Architecture Biennial
- 2021 2038 – The New Serenity, Kuration des deutschen Pavillons auf der 17. Architekturbiennale in Venedig durch Arno Brandlhuber, Olaf Grawert, Nikolaus Hirsch und Christopher Roth

## Publikationen
- Arno Brandlhuber, Zamp Kelp, Julius Krauss: Neanderthal Museum für die Entwicklungsgeschichte des Menschen, Aedes, Berlin 1996.
- b&k+ (Hrsg.): In Vitro Landscape. Edition Weißenhofgalerie, Verlag der Buchhandlung Walther König, Köln 1999, ISBN 3-88375-387-4.
- b&k+, Bergische Universität GH Wuppertal, Akademie der Stadt Sindelfingen (Hrsg.): Political Landscape. Verlag der Buchhandlung Walther König, Köln 2001, ISBN 3-88375-484-6.
- Bart Lootsma, Marc Räder: b&k+ Brandlhuber & Kniess +. Index Architecture. Verlag der Buchhandlung Walther König, Köln 2003, ISBN 3-88375-568-0.
- Helmut Friedel (Hrsg.): Thomas Demand. b&k+.Der Beitrag der Bundesrepublik Deutschland zur 26a Bienal de São Paulo. Verlag der Buchhandlung Walther König, Köln 2004, ISBN 3-88375-876-0.
- Martin Burkhardt: Brandlhuber. Eine Fiktion. deSingel / Verlag der Buchhandlung Walther König, Antwerpen/Köln 2005, ISBN 3-88375-927-9.
- Arno Brandlhuber, a42.org (Hrsg.): Disko 1–4. Akademie der Bildenden Künste, Nürnberg 2006, ISSN 1862-1562.
- Arno Brandlhuber, a42.org (Hrsg.): Disko 5–7. Akademie der Bildenden Künste, Nürnberg 2007, ISSN 1862-1562.
- Arno Brandlhuber, a42.org (Hrsg.): Disko 8–11. Akademie der Bildenden Künste, Nürnberg 2008, ISSN 1862-1562.
- Arno Brandlhuber, a42.org (Hrsg.): Disko 12–15. Akademie der Bildenden Künste, Nürnberg 2008–2009, ISSN 1862-1562.
- Markus Emde, Chrissie Muhr (Hrsg.): 0119. Brandlhuber b&k+ 1992–2008. Verlag der Buchhandlung Walther König, Köln 2009, ISBN 978-3-86560-570-2.
- Arno Brandlhuber, Silvan Linden (Hrsg.): Disko 16–19. Akademie der Bildenden Künste, Nürnberg 2010–2011, ISSN 1862-1562.
- Arno Brandlhuber, Silvan Linden (Hrsg.): Disko 20–25. Akademie der Bildenden Künste, Nürnberg 2011, ISSN 1862-1562.

- mit Christian Posthofen: Ordering Social Relations. Ideology and Collectivity in the Case of Pyongyang, in: Collectivize! Essays on the Political Economy of Urban Form, Vol. 2, Berlin 2012, S. 96–119.* Neuer Berliner Kunstverein, Marius Babias (Hrsg.): Brandlhuber+. Von der Stadt der Teile zur Stadt der Teilhabe. Berliner Projekte. Verlag der Buchhandlung Walther König, Köln 2013, ISBN 978-3-86335-259-2.
- Arno Brandlhuber, Florian Hertweck, Thomas Mayfried (Hrsg.): The Dialogic City – Berlin wird Berlin. Verlag der Buchhandlung Walther König, Köln 2015, ISBN 978-3-86335-825-9.
- Benedict Esche / Benedikt Hartl (Hrsg.): REMINISCENCE. ea Edition Architektur, München, 2016
- Arno Brandlhuber, Christopher Roth, Antonia Steger (Hrsg.): Legislating Architecture Schweiz. Edition Patrick Frey, Zürich 2016, ISBN 978-3-906803-14-2.
- Arno Brandlhuber, Nikolaus Kuhnert, Anh-Linh Ngo, Tobias Hönig (Hrsg.): ARCH+: Legislating Architecture. ARCH+ Verlag, Aachen 2016, ISBN 978-3-931435-34-9.
- Arno Brandlhuber, Anh-Linh Ngo, Olaf Grawert (station+, DARCH, ETH Zürich) (Hrsg.):  ARCH+: The Property Issue. Von der Bodenfrage und neuen Gemeingütern. ARCH+ Verlag, Aachen 2018, ISBN 978-3-931435-45-5.
- Arno Brandlhuber, Anh-Linh Ngo, Olaf Grawert (station+, DARCH, ETH Zürich) (Hrsg.): ARCH+: Posthumane Architektur, ARCH+ Verlag, Berlin 2019, ISBN 978-3-931435-53-0
- Brandlhuber+ 1996–2018, El Croquis, Madrid 2018, ISBN 978-84-947754-2-0
- 2G81 – Brandlhuber+, Verlag der Buchhandlung Walther und Franz König, Köln 2021, ISBN 978-3-96098-715-4